# Palais Herberstein (Graz, Sackstraße)

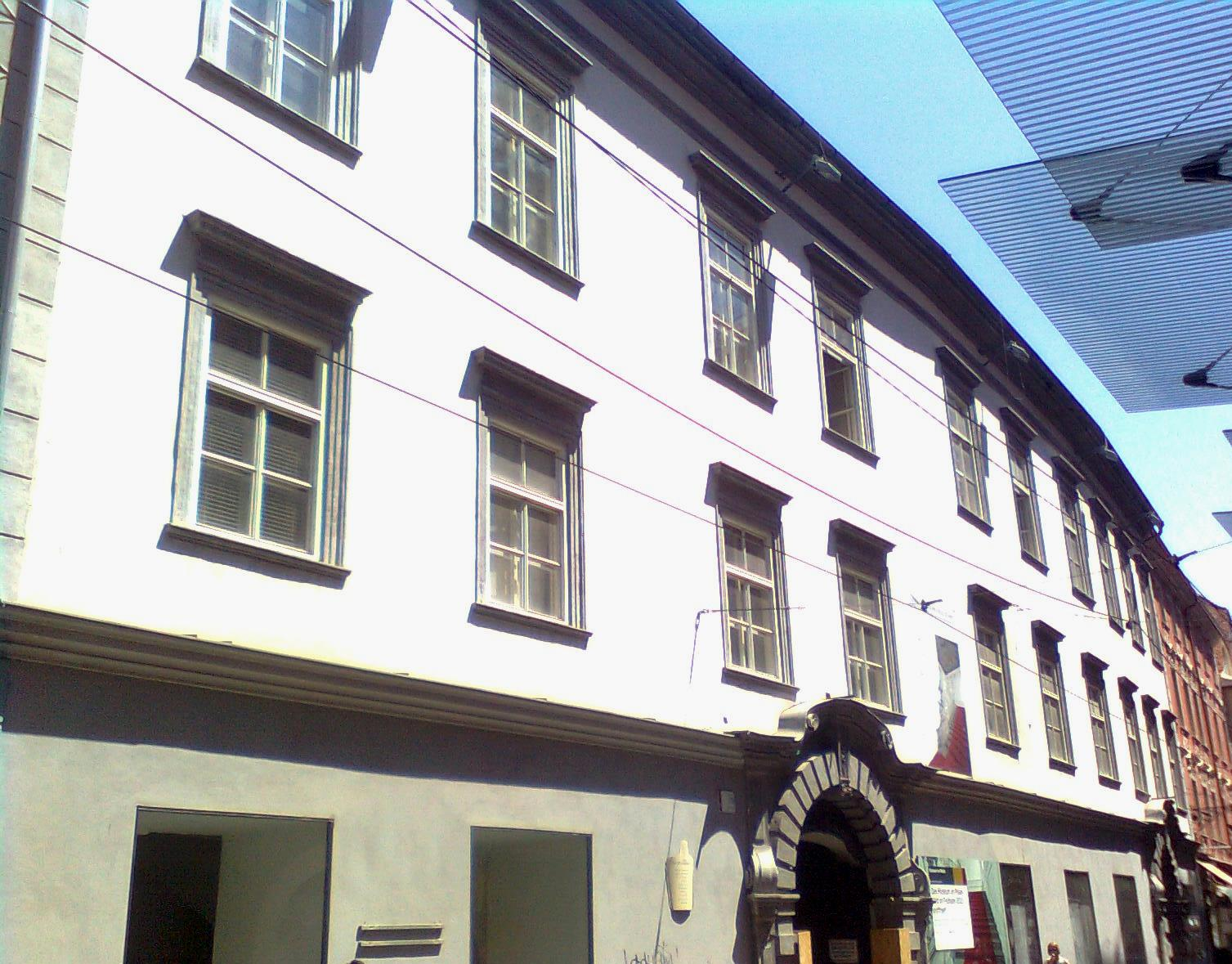
Palais Herberstein

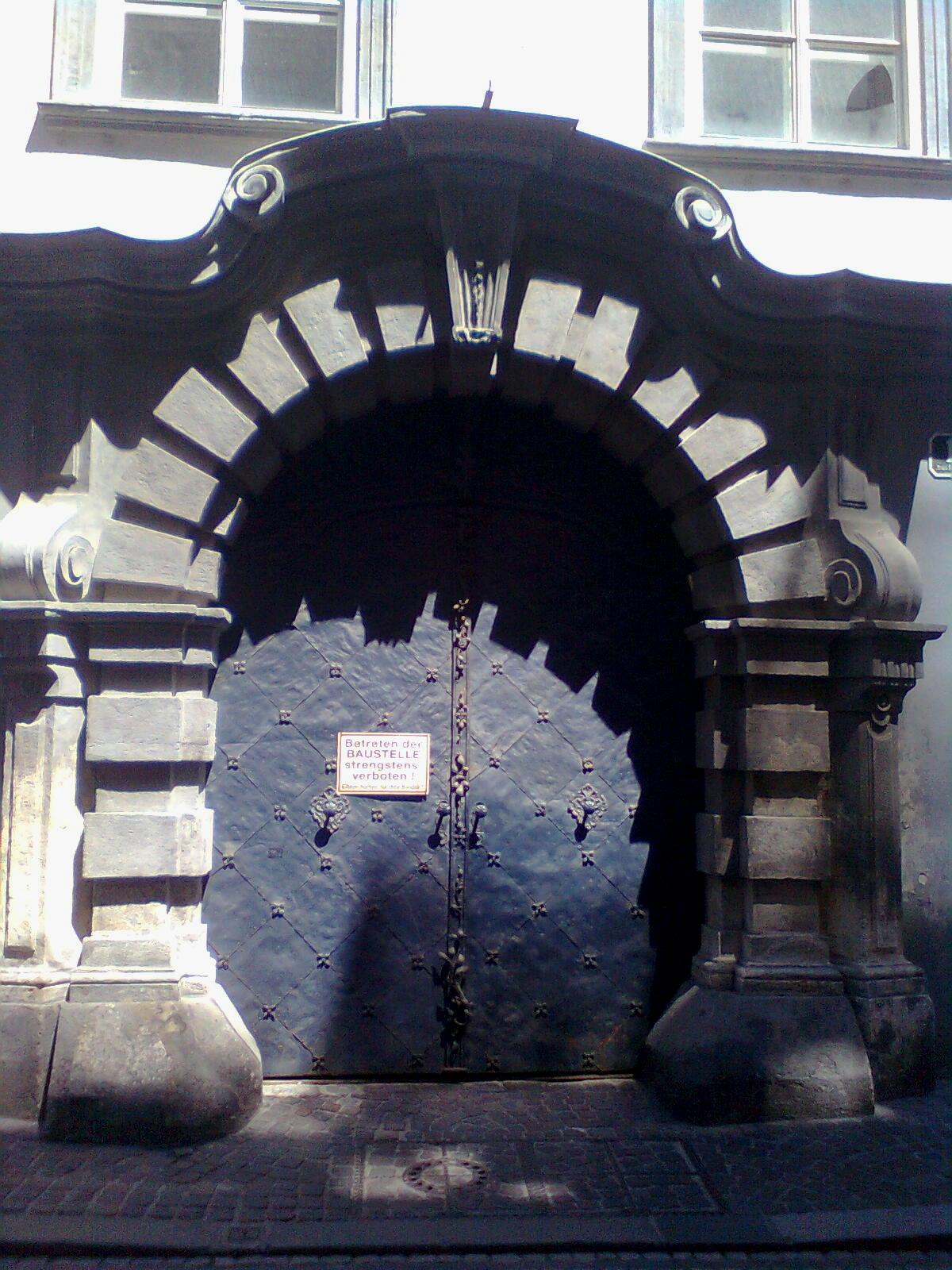
Portal des Palais Herberstein

Das Palais Herberstein ist ein ehemaliges Grazer Stadtpalais in der Sackstraße im Bezirk Innere Stadt. In den Räumlichkeiten befindet sich das Museum für Geschichte des Universalmuseums Joanneum.

## Geschichte
Das Palais mit Adresse Sackstraße 16 befindet sich zwischen dem Kellersperg’schen Stadthaus und dem Palais Khuenburg. Es kam in späterer Zeit zur Zusammenlegung zweier Bürgerhäuser, von denen eines das sogenannte „Hubhaus“ war, in dem die Münzprägung untergebracht war. Nach der Auflösung der Münze überließ König Ferdinand 1528 das Gebäude Siegmund von Dietrichstein. Vor dem Jahr 1581 gelangte es in den Besitz des Georg Sigmund von Herberstein. Spätere Besitzer waren der Freiherr von Thurn (ab 1581) und Wilhelm von Gera (ab 1591).
Geras Erbin, Elisabeth von Schärffenberg, verkaufte es 1602 an Hans Ulrich von Eggenberg. Nachdem sein Sohn Johann Anton das Nachbarhaus erworben hatte, wurden die beiden Häuser als Stadtpalais für die Familie Eggenberg adaptiert. Nach dem Erlöschen der männlichen Linie der Eggenberger kam es 1742 durch Erbschaft in den Besitz der Familie Herberstein. Graf Johann Leopold von Herberstein beauftragte den bedeutendsten steirischen Barockbaumeister Josef Hueber mit dem Umbau im Stil des Spätbarocks. Die Rokoko-Stuckaturen und die Öfen wurden von Heinrich Formentini geschaffen.
Ab 1834 bewohnte die Herzogin Maria Karolina von Neapel-Sizilien das Palais und richtete ihre Kunst- und Gemäldesammlung in den Räumlichkeiten ein. Diese galt als eine der größten Grazer Sehenswürdigkeiten. Schon 1837 übersiedelte sie in das Schloss Brunnsee in der Südsteiermark. In der Mitte des 19. Jahrhunderts wurde die Beletage für Veranstaltungen verwendet. Ab 1878 bezog das k.k. Landgericht mit dem Schwurgerichtssaal und dem Grundbuchamt das Palais Herberstein. Die Familie Herberstein übertrug 1928 das Palais einer Großeinkaufsgenossenschaft. Seit 1939 ist das Palais Herberstein Eigentum der Stadtgemeinde Graz. Bis 2009 war in den Räumlichkeiten die Neue Galerie des Universalmuseums Joanneum untergebracht. Von 2011 bis April 2017 wurde hier das Museum im Palais präsentiert, nach einer grundlegenden Neuausrichtung dieses Museumsstandortes ist im Palais Herberstein seit 28. April 2017 das Museum für Geschichte als gemeinsames Haus der Kulturhistorischen Sammlung und der Multimedialen Sammlungen des Universalmuseums Joanneum zu sehen.

## Architektur und Gestaltung

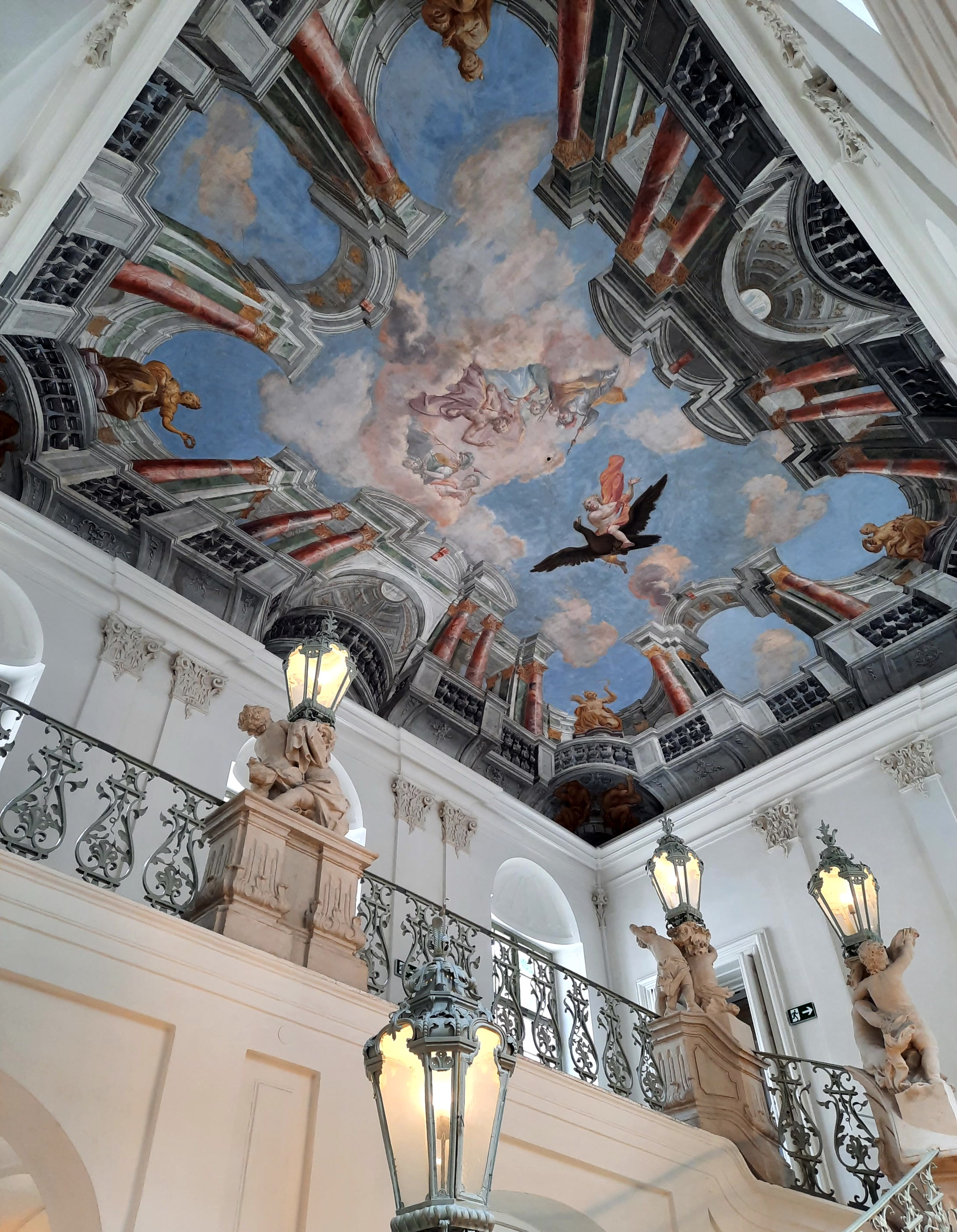
Prunkstiege im ehemaligen Palais Herberstein, Graz

Die Anlage des Palais Herberstein besteht aus drei Flügeln mit jeweils drei Geschoßen und zwei Innenhöfen, die bis zum Schloßbergfelsen reichen. Auf der Rückseite des linken Innenhofs wurden Nischen in den Fels des Grazer Schloßberges geschlagen, die als Pferdestallungen Verwendung fanden. Der Baukern stammt aus dem 16. Jahrhundert und wurde durch einen Umbau im Barockstil ergänzt. Neu geschaffen wurden die beiden mächtigen Portale mit eisenbeschlagenen Torflügeln aus dem Jahr 1640. Die ursprünglich einfache Rahmung wurde im 18. Jahrhundert durch eine barocke, die von Josef Hueber entworfen wurde, ersetzt. Auf den Prellsteinen ruhen Pilaster mit Volutenkonsolen. Sie tragen eine geschwungene Verdachung. Die Schlusssteine sind mit Rankenmuster verziert. Das Erdgeschoß wurde durch den Einbau von Geschäftslokalen massiv verändert. Der nördliche Innenhof ist mit einem Verbindungsgang mit dem südlichen verbunden. Die Fassade des Quertrakts ist als Schauseite gestaltet. Sie besitzt eine Attikazone mit einem Allianzwappen der Familien Eggenberg und Herberstein, das der Bildhauer Johannes Piringer geschaffen hat. Darüber stehen drei Steinvasen. Die Fassadierung der Innenhöfe ist gegen den Schloßberg hin einfacher gestaltet.
Eine Besonderheit des Palais Herberstein ist das von Josef Hueber von 1754 bis 1757 errichtete Treppenhaus im Mittelflügel. Es ist von beiden Höfen aus zugänglich. Die Prunkstiege zählt zu den schönsten barocken Anlagen der Steiermark. Neben einem Rokoko-Schmiedeeisengitter ist sie mit Sandstein-Puttenpaaren ausgestattet, die als Laternenträger dienen. Die Figuren gestaltete der Südtiroler Künstler Veit Königer. Sämtliche Deckenfresken mit Darstellungen der Aufnahme Ganymeds in den Olymp und den vier Jahreszeiten (1756) werden dem Maler Philipp Carl Laubmann zugeschrieben. Im zweiten Obergeschoß schließt an das Treppenhaus ein ovaler Raum, ebenfalls mit einem Deckenfresko von Laubmann, an.
Die Beletage, hier „Nobletage“ genannt, befindet sich im zweiten Obergeschoß. Die Türen der Prunkträume weisen geschnitzte Rahmungen auf. Besonders erwähnenswert ist der Spiegelsaal. Er ist in den Farben Weiß und Gold gehalten. Wegen ihrer Tapezierung werden die anschließenden Säle als Gelber und Roter Salon bezeichnet. Von den Prunköfen von Heinrich Formentini sind nur jeweils einer im Spiegelsaal und einer im Roten Salon erhalten geblieben. Die beiden Bildnisse im Kaminkabinett zeigen Schäferszenen. Das Gemälde im Vortragssaal stammt aus dem dritten Viertel des 18. Jahrhunderts und stellt Hans Ulrich von Eggenberg dar.